# Prolegómenos a toda metafísica futura que pueda presentarse como ciencia

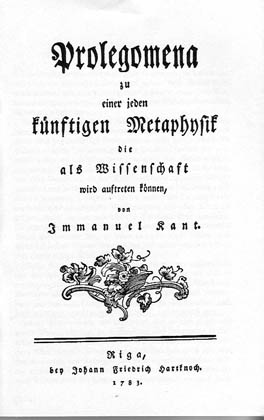
Portada de la edición original (1783).

Con sus Prolegómenos (Prolegomena zu einer jeden künftigen Metaphysik, die als Wissenschaft wird auftreten können), intentó Immanuel Kant en 1783 exponer los puntos de vista esenciales de su «filosofía crítica», o «filosofía trascendental» (en su parte teorética) de una forma sinóptica. Él mismo entendía este pequeño escrito como una descripción simplificada y comprensible de la primera edición de su obra principal, la Crítica de la razón pura (1781), en la que discute los mismos problemas pero de una forma más profunda y filosóficamente más ambiciosa.

## Formulación de las cuestiones directrices
La palabra griega Prolegomenon significa «prólogo, introducción, aviso previo». Como tal debe entenderse la obra: como aclaración previa de lo que la metafísica puede ser, una vez ha sido llevada a cabo la crítica de la razón pura. En ese sentido, para Kant son centrales las siguientes cuestiones:
- ¿Cómo está constituida nuestra conciencia (noumenal)?
- ¿Cómo llegamos al conocimiento sobre nuestro mundo?
- ¿Qué es el tiempo? ¿Cómo se origina?
- ¿Qué es el espacio? ¿Cómo se origina?
- ¿Cómo está constituido nuestro mundo y nuestro cosmos?
- ¿Hay un Dios?

Junto al obligatorio Prólogo e Introducción («Recuerdo previo»), Kant despliega unas cuestiones universales a las que se someten las anteriores, que formula como sigue:
¿Es posible, en general, la Metafísica?
O, formulado de otra manera: 
¿Cómo es posible el conocimiento por la razón pura?

## División
Esta «cuestión trascendental principal» la subdivide Kant en tres cuestiones, que responde sucesivamente:

### ¿Cómo es posible la matemática pura?
Esta parte presenta una versión abreviada de la «Estética trascendental» de la Crítica de la razón pura. En ella desarrolla Kant su doctrina de la idealidad trascendental del tiempo y el espacio. Dicho brevemente, asegura que el espacio y el tiempo no existen realmente, es decir, independientemente del hombre: más bien representan la condición fundamental de toda experiencia sensible (en el ser humano); son en cierto modo una especie de lente o gafas con las que miramos a la incognoscible realidad de las cosas en sí.
Con las formas puras de la intuición, espacio y tiempo, como condiciones necesarias de toda experiencia sensible, esta teoría intenta explicar, entre otras cosas, por qué a los juicios de la matemática y la geometría (de la época de Kant) les conviene una inconmovible necesidad que está incluso por encima de todos los juicios de experiencia: Si ambas entidades hubiesen de ser halladas independientemente de nosotros en la realidad efectiva, las proposiciones halladas acerca del espacio y el tiempo tan sólo podrían aspirar a la certeza de proposiciones comparativamente universales obtenidas mediante inferencias inductivas, como por ejemplo «todos los perros (sanos) tienen cuatro patas»: Hasta donde hemos visto, «hasta ahora», los seres vivos (sanos) del género perro tienen cuatro extremidades, lo que no hace imposible que un día nos topemos con otros que tengan tres.

### ¿Cómo es posible la ciencia natural pura?
Esta sección repite de modo abreviado los pensamientos de la «Analítica trascendental» de la Crítica de la razón pura: Si en la sección anterior jugaban el papel principal los presupuestos necesarios de todo conocimiento sensible, aquí se halla en el centro el conocimiento del entendimiento (en el sentido kantiano). Intenta demostrar que a los conceptos centrales y fundamentales de las ciencias naturales (de la época de Kant) —Kant los denomina «categorías»—, como los de sustancia, causalidad, universalidad, etc., les conviene, de manera semejante al espacio y el tiempo, una condición necesaria dentro de nuestro conocer: Así, según Kant, la correlación de dos acontecimientos que se suceden (el sol brilla sobre una piedra, esta se calienta) la consideramos bajo la categoría de la causalidad, que introduce una necesidad objetiva en la hasta entonces mera sucesión: Justo porque el sol brilla sobre la piedra ésta se calienta.
También aquí, similarmente a lo que sucedía antes, el objetivo es asegurar para las proposiciones universales de la ciencia natural una necesidad y legalidad que no podría alcanzarse mediante la mera inducción. Precisamente el tratamiento de la causa y el efecto hay que entenderlo como una reacción explícita a David Hume, que había discutido la necesidad objetiva de nuestras proposiciones sobre relaciones causales y sólo había concedido una tendencia subjetivo-psicológica del hábito de suponer una necesidad tal en la correlación observada de los acontecimientos.

### ¿Cómo es posible, en general, la metafísica?
La tercera sección de la obra ofrece una versión simplificada y muy abreviada de la «Dialéctica trascendental» de la Crítica de la razón pura. Como órgano de conocimiento central aquí se tematiza la razón en sentido estricto (de nuevo: según la terminología kantiana). Mientras la sensibilidad y el entendimiento (también en sentido kantiano) constituyen nuestro conocimiento de la naturaleza, la razón sirve a éste como regulativo, conduciéndonos a perseguir una totalidad de todos los conocimientos posibles. Ahí surge el peligro de que hagamos de ella una capacidad constitutiva para nuevos conocimientos y caigamos por ello en las denominadas antinomias, que en conjunto reposan en la confusión de aquello por lo que como seres capaces de conocimiento debemos perseguir con aquello que podemos conocer.
De ahí surgen, entonces, las cuestiones metafísicas acerca de los límites espaciales y temporales del mundo, acerca de una causa primera de todo lo que es o acerca de la existencia de Dios. Mediante una crítica de nuestra razón como facultad de conocimiento, ésta debe confirmarse en su función, pero, al mismo tiempo, también han de establecerse sus límites y probarse la irresolubilidad (teorética) de todas estas cuestiones.

## Enlaces
- Texto (en alemán) en la Universidad de Potsdam
- Texto (en alemán) en la FH Augsburg
- Texto (en alemán) en Gutenberg.de

- Datos: Q1761342